# Asobara kapiriensis
Asobara kapiriensis är en stekelart som beskrevs av Fischer 2007. Asobara kapiriensis ingår i släktet Asobara och familjen bracksteklar. Inga underarter finns listade.